# Аве, Цезаре!
„Аве, Цезаре!“ (на английски: Hail, Caesar!) е американско-британска комедия от 2016 г. на братя Коен.

## Сюжет
През 1951 година Беърд Уитлок (Джордж Клуни) е холивудска звезда, участваща с главна роля в исторически епос за времето на Римската империя и Исус Христос. По време на снимането на една от сцените на филма той е упоен от статисти и отвлечен. Еди Маникс (Джош Бролин) работи като филмов продуцент, който се старае да прикрива скандалите на актьорите от журналистическата преса. Маникс получава искане за откуп на стойност 100 000 долара, който му е изпратен от група комунисти, с които отвлеченият Уитлок се сприятелява. Хоби Дойл (Олдън Еренрайх) е звезда от каубойски филми, който научава за откупа и впоследствие успява да намери Уитлок и да го върне обратно в Холивуд при Маникс, за да завърши снимките на филма.

## Продукция
Снимките започват в Лос Анджелис на 10 ноември 2014 г.

## Премиера
Официалната премиера е на 1 февруари 2016 г. в Лос Анджелис, а на 11 февруари 2016 г. „Аве, Цезаре“ открива Берлинале 2016. Филмът е пуснат по кината в САЩ на 5 февруари 2016 г. В България излиза на 19 февруари.

## Актьорски състав
| Актьор             | Роля                      |
| ------------------ | ------------------------- |
| Джош Бролин        | Еди Маникс                |
| Джордж Клуни       | Беърд Уитлок              |
| Олдън Еренрайх     | Хоби Дойл                 |
| Ралф Файнс         | Лорънс Лоренц             |
| Джона Хил          | Джоузеф Силвърман         |
| Скарлет Йохансон   | Диана Моран               |
| Франсис Макдорманд | Си Си Калхун              |
| Тилда Суинтън      | Тора Такър / Тесали Такър |
| Чанинг Тейтъм      | Бърт Гърни                |